# گلنگش
گلنگش یا گلنکش روستایی از توابع بخش خورگام شهرستان رودبار در استان گیلان ایران است..این قوم از بازماندگان اصیل قوم آمارد هستند گلنکش در زبان محلی به معنای تشکیل ائتلاف و گروه است.  

## تاریخچه
.
کوینت کورس می‌نویسد: در همسایگی هیرکانیا مردمی می‌زیستند که موسوم به ماردها بودند. این‌ها حاضر نشدند رسولانی نزد اسکندر فرستاده و تمکین کنند. این قضیه بسیار به اسکندر گران آمد و گفت: خیلی غریب است که یک مشت مارد نمی‌خواهند مرا فاتح بدانند. پس از آن از قشون خود عده ای از سپاهیان زبده برداشته و قصد ماردها حرکت کرد و در طلیعه صبح مقابل آن‌ها پدید آمد. ماردها بلندی‌ها را اشغال کرده بودند و اسکندر پس از جنگ آن‌ها را از مواقعشان براند. بر اثر این احوال آن‌ها به داخل مملکت خود عقب نشستند و دهات همجوار به دست مقدونی‌ها افتاد. ولی پس از آن حرکت قشون مقدونی به درون ولایت آن‌ها دچار مشکل گردید، توضیح آنکه جنگل‌های وسیع و کوه‌های بلند در اینجا زیاد بود و بومی‌ها جلگه‌ها را هم با استحکاماتی سد کرده بودند.
.دربعضی از کتاب های قدیمی پوستی که دست کم ۱۰۰۰سال قدمت دارند نام گیلان کَش (گلنگش) به چشم میخورد.
.درخت هزار سیصد ساله کوف دار (نم دار) که مردم محلی آن را کوفِ دار می نامند در مسیر جاده قله درفک و در روستا سیاه دشتِبِن توابع روستای گلنگش بخش خورگام قرار دارد و قطر تنه این درخت حدود چهار متر و سن آن به صورت تقریبی چیزی حدود هزار سیصد سال تخمین زده شده است؛ نم دار کهنسال درفک به تنهایی در مسیر بام گیلان قرار گرفته وگواه تاریخ و یادگار جنگل های انبوه این منطقه در گذشته ای نه چندان دور است.
روستای تاریخی گلنگش آداب ورسوم بسیارزیبایی درخود گنجانده است.
.درزلزه ی خونین سال ۱۳۶۹ رودبار روستای گلنگش به علت ساختار خانهای کاه گِلی و اصولی کم ترین تخریب رو داشته.

## مشاهیر
۱.دکتر منوچهرسلیمی گلنگشی
.دکتر مَنوچِهر سَلیمی گَلَنگَشی استاد علوم سیاسی و حقوق بین‌الملل دانشگاه ملی (دکتر بهشتی کنونی) و نماینده مجلس شورای ملی از حوزهٔ انتخابیهٔ رودبار در دوره ۲۴ مجلس شورای ملی بود.[۱] او زاده روستای گلنگش، بخش عمارلو، شهرستان رودبار بود وی در ۳۰ آذر ۱۳۶۰ در ۳۹ سالگی به جرم ضدیت با نظام جمهوری اسلامی در پای دیوار زندان اوین به همراه بیش از ۵۰ نفر دیگر تیرباران شد.
۲.ستارسلیمی گلنگشی
.سَتّار سَلیمی (آله دال فک) از پویندگان جنبش روشنگری ایران و از نام داران و نیکوکاران محلی بخش امارلو یا عمارلو شهرستان رودبار در استان گیلان است. آمارد یا آماردی نام تاریخی این منطقه است که در گذر زمان به عمارلو تغییر یافته است. ستار سلیمی که از روز نخست آله دالفک دومین نامش بوده است فرزند زنده یاد میرزاعلینقی زایچه پنحم امردادماه سال۱۳۰۲خورشیدی درروستای گلنگش بخش امارلو شهرستان رودبار در استان گیلان می‌باشد.
سواركاری چابك و تیراندازی چیره دست بود. قهرمان اول عشایر گیلان و قهرمان سوم عشایر كشور در تیراندازی باتفنگ، كه دراین باره دارای نشان و فرمان است.ایشان پس از انقلاب در فرانسه ساکن شده و تا پایان عمر همانجا بودند و پیکر ایشان در همان کشور آرامش دارد.
۳.بانو نوش آفرین 
(فاطمه عبدی گلنگشی)
(زادهٔ ۱۱ اسفند ۱۳۳۵) که به‌طور حرفه‌ای به نام نوش‌آفرین شناخته می‌شود، خواننده و بازیگر سرشناس ایرانی مقیم ایالات متحده آمریکا است.
۴.مَه آفرید(مرتضی)سلیمی گلنگشی  
فرزند بهبود سلیمی زاده گلنگشی  
با ۲۹سال سن جوان ترین خلبان ایران جنگنده تامکت.  
سوخو 24.  میگ29.  اف5.   اف4.   اف1.  جی7  
درسال ۱۴۰۱ به علت شرکت در اختشاشات وبه جرم  ضدیت با نظام جمهوری اسلامی ایران خلع لباس گردید. 

## موسیقی گلنگشی مقام
گلنگشی مقام:
(مقام دختر قدیم خان گلنگشی) یکی از ردیف های معروف موسیقی نواحی استان گیلان می باشد که پیشینه آن برمی گردد به زمانی که دختر قدیم خان گلنگشی (قدیم خان جد اقوام اصیل گلنگش می باشد) در غربت بر سر گهواره طفل خود دوبیتی های حزن انگیزی را زمزمه می کرده که همراه با نوای نی بوده است.
. دختر قدیم خان گلنگشی :
. درگذشته مردمان روستای گلنگش رسم بر این داشتند که ازدواج فقط باید محور روستا صورت بگیرد ، برای مثال دختر گلنگشی فقط باید با پسر گلنگشی ازدواج کند. روزی قدیم خان گلنگشی با فرزندان پسر خود برای انجام کاری به شهر میروند و درهمان زمان جوان رشید و خوش آتیه ای از دیار دیلمان برای تفریح و شکار به اراضی گلنگش می آید. جوان درحال گشت و گزار چشمش به دختر خوش سیمای قدیم خان می افتد و این دوعاشق هم میشوند ، و از آنجایی که درگلنگش رسم بر این بوده که چه دختر وچه پسر حق ازدواج با غیر بومی ها رو نداشته اند به اسرار پسر این دوعاشق دل باخته برای زندگی هیجان انگیز پا به فرار می گذارند ، چون میدانستن زمانی که قدیم خان گلنگشی و پسرانش به روستا بازگردند دیگه نه عاشقی میماند و نه معشوقی باگذشت سالیان درازقدیم خان گلنگشی 
ازدنیامیرود، پسران قدیم خان گلنگشی به شغل چوبدار(کسانی که اسب خرید و فروش میکنند) مشغول بودند.
پسران قدیم خان بعداز ۲۵ سال فراق خواهر روزی برای چوبداری به دیلمان میروند ، درنیمه شب یکی از برادران برای قدم زدن پا به کوچهای پُر از رمز و راز دیلمان میگذارد و زم زمه ای به گوشش میرسد که زنی باصدای آشنا و غم بار بَر سره گهواره ای لالایی میخواند و زمانی که با دقت به زبان و لهجه ی آن زن گوش میسپارد حس میکند که چقدر این صدا برایش آشناست و با زبان دیلمی تفاوت دارد ، ناگهان وارد خانه میشود و بعد از ۲۵ سال با یگانه خواهر خود روبه رو میشود و خواهر آن جا با غم سنگین تر از هزاران کوه این دوبیتی را برای برادر خود میخواند:
. برره چاربدار خواخُر تی قربان
تی پیرهن چرکین مثل غریبان
تی پیرهن بکن خواخُر بشوره
با آب زمزم و صابون تهران
. بعداز گذشت این واقعه برادران ، خواهر خود را میبخشند و همراه با فرزندو همسرش به گلنگش میاورند.
که بعدها توسط استاد و خواننده ی بزرگ استان گیلان یعنی فریدون پور رضا بازخوانی شد.
.بعد از اتفاق دختر قدیم خان گلنگشی دیگر رسومات ازدواج که فقط باید در گلنگش صورت میگرفت آرام آرام ازبین رفت. هرچند هنوز هم بعضی از اقوام روستای گلنگش به این رسم اعتقاد بسیاری دارند.

## جمعیت
این روستا در دهستان خورگام قرار دارد و براساس سرشماری مرکز آمار ایران در سال ۱۳۸۵، جمعیت آن ۶۲۶ نفر (۱۶۴خانوار) بوده‌است.

## مردم
مردم روستای گلنگش دیلمی زبان هستند.